# 雷凡·阿金
雷凡·阿金（瑞典語：Levan Akin，1979年12月14日—），是瑞典的電影導演和編劇，以其電影《然後我們跳了舞》而聞名，該片獲得了極高的評價，並得到2019的金甲蟲獎最佳影片獎。

## 生平
雷凡·阿金出生並成長於瑞典的通巴鎮。他的父母是喬治亞人，在1960年代移民到瑞典，當時的喬治亞還是蘇聯的一個加盟共和國。阿金每年會與妹妹一起返回喬治亞度過夏季假期。在那裡，他建立了自己對喬治亞文化和喬治亞語的認識。

### 職涯
雷凡·阿金一開始是瑞典電視臺的助理導演，主要參與電影製作。他曾在 Studio 24 工作，協助製作由洛伊·安德森導演的電影《啊！人生》（2007）。
2008年，他與電影設計師及製片人 Erika Stark 在漢堡電影節上憑藉短片《De sista sakerna》獲得兩個獎項。隨後，雷凡·阿金為瑞典電視台導演了一系列電視劇，包括《Andra Avenyn》（2008-2010）、《Livet i Fagervik》（2009）、《Anno 1790》（2011）和《Äkta människor》（2012）等。
2011年秋季，他執導的的第一部長片《Katinkas kalas》在斯德哥爾摩國際電影節上首映。該電影的情節圍繞在一群年輕人在夏日夜晚慶祝生日時的內心矛盾。其中三位演員獲得了巴黎萊雅新星獎的提名，而 Yohanna Idha 則獲得了2013年金甲蟲獎最佳女配角的提名。
2019年，雷凡·阿金執導的《然後我們跳了舞》獲得了廣泛的好評。該電影在第72屆坎城影展的平行單元導演雙週首映，並獲得了長達15分鐘的起立鼓掌。該片的背景設於喬治亞，劇情講述一個喬治亞傳統舞蹈學校的男學生梅拉布愛上了他的男性競爭對手。喬治亞正教會正式表達了對該片宣傳和放映的不滿，其在2019年11月的發行更在喬治亞的提比里斯和巴統引發了暴動。
2020年6月，雷凡·阿金被選為電影藝術與科學學院的成員。
2024年2月，雷凡·阿金的第三部電影《穿行》在第74屆柏林影展上首映

## 影視作品

### 擔任導演

#### 長片
- 《某某某》（Katinkas kalas，2011年）
- 《環形拯救》（Cirkeln，2015年）
- 《然後我們跳了舞》（2019年）
- 《穿行》（2024年）

#### 短片
- 《De sista sakerna》（2008年）

#### 電視節目
- 《Labyrint mobisodes》（2007年）
- 《Andra Avenyn》（十集，2008-2010年）
- 《Livet i Fagervik》（三集，2009年）
- 《Anno 1790》（三集，2011年）
- 《Äkta människor》（二十集，2012年）
- 《Interview with the Vampire》（兩集，2022年）

## 外部連結
雷凡·阿金在互联网电影资料库（IMDb）上的資料（英文）